# Agrapha ahenea
Agrapha ahenea är en fjärilsart som beskrevs av Jacob Hübner 1821. Agrapha ahenea ingår i släktet Agrapha och familjen nattflyn. Inga underarter finns listade i Catalogue of Life.

## Bildgalleri

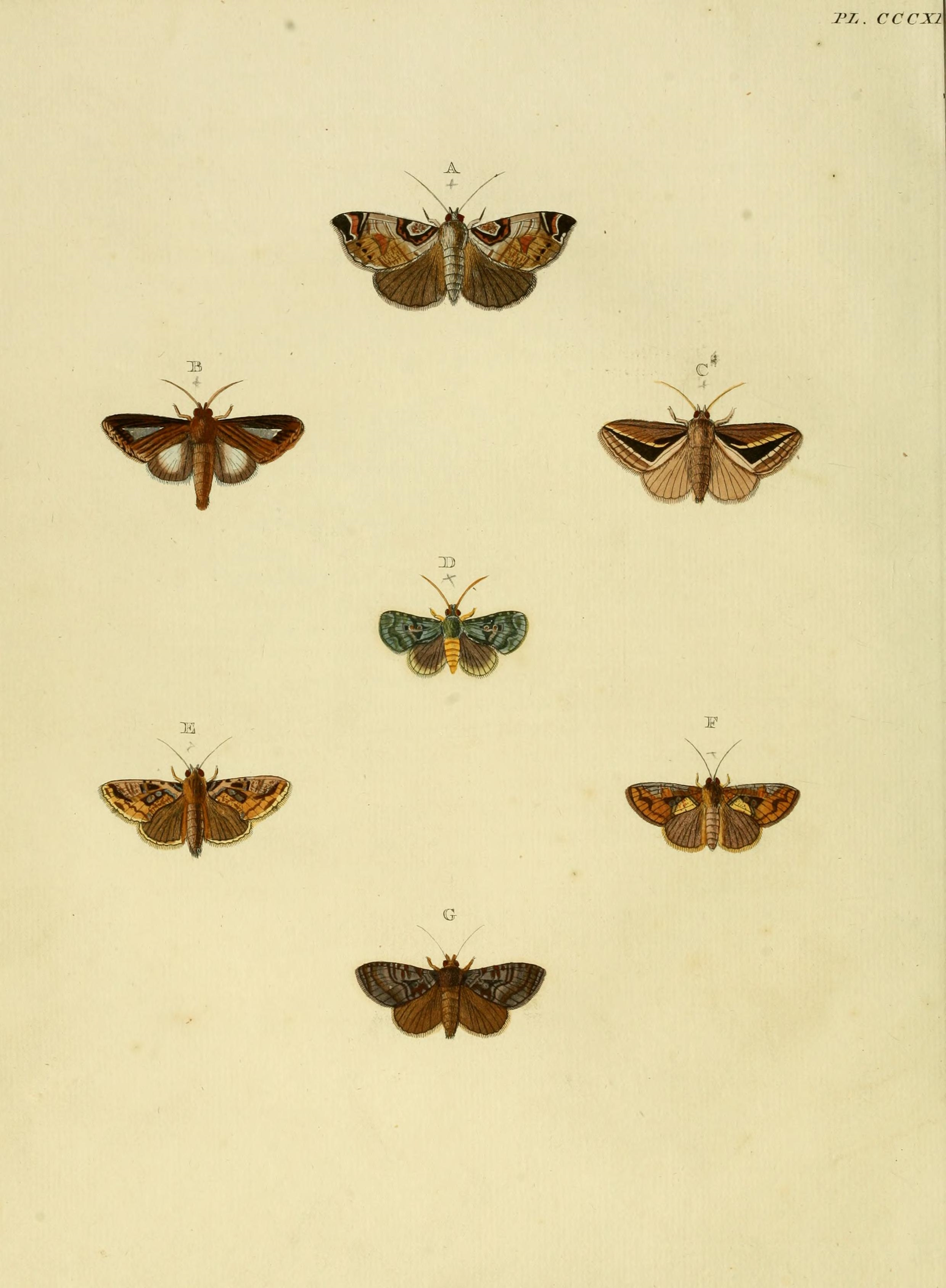